# Phare de Quintão
Le phare de Quintão (en portugais : Farol de Quintão) est un phare situé à Quintão dans la ville de Palmares do Sul, dans l'État de Rio Grande do Sul - (Brésil). 
Ce phare est la propriété de la Marine brésilienne  et il est géré par le Centro de Sinalização Náutica e Reparos Almirante Moraes Rego (CAMR) au sein de la Direction de l'Hydrographie et de la Navigation (DHN).

## Histoire
Le phare est une haute tour carrée de 40 m érigée dans les dunes de la plage de Quintão. Il est peint en blanc avec une large bande noire horizontale. Il émet, à une hauteur focale de 42 m, deux éclats blancs toutes les 10 secondes.
Identifiant : ARLHS : BRA210 ; BR3994 - Amirauté : G0609 - NGA :18945 .
|          |
| Le phare |

### Lien connexe
- Liste des phares du Brésil